# USS Doyle (DD-494)
USS Doyle (DD-494/DMS-34) là một tàu khu trục lớp Gleaves được Hải quân Hoa Kỳ chế tạo trong Chiến tranh Thế giới thứ hai. Nó đã tham gia suốt Thế Chiến II, cải biến thành một tàu quét mìn cao tốc với ký hiệu lườn DMS-34, sống sót qua cuộc xung đột rồi tiếp tục phục vụ trong cuộc Chiến tranh Triều Tiên, trước khi ngừng hoạt động năm 1955 và bị tháo dỡ năm 1972. Nó là chiếc tàu chiến duy nhất của Hải quân Hoa Kỳ được đặt theo tên Richard Doyle (?-1807), người tham gia cuộc Chiến tranh Barbary thứ nhất.

## Thiết kế và chế tạo
Doyle được chế tạo tại xưởng tàu của hãng Seattle-Tacoma Shipbuilding Co. ở Seattle, Washington. Nó được đặt lườn vào ngày 26 tháng 5 năm 1941; được hạ thủy vào ngày 17 tháng 3 năm 1942, và được đỡ đầu bởi bà C. M. Maloney. Con tàu được cho nhập biên chế cùng Hải quân Hoa Kỳ vào ngày 27 tháng 1 năm 1943 dưới quyền chỉ huy của Thiếu tá Hải quân C. E. Boyd.

## Lịch sử hoạt động

### Thế Chiến II
Doyle khởi hành từ Bremerton để đi New York, đến nơi vào ngày 26 tháng 4 năm 1943. Từ ngày 13 tháng 5 đến ngày 29 tháng 11, nó thực hiện bốn chuyến hộ tống vận tải gồm hai chuyến đến Casablanca, Maroc, một chuyến đến Greenock, Scotland, và một chuyến đến Derry, Bắc Ireland. Trong những tháng tiếp theo, nó phục vụ tại khu vực Bắc Đại Tây Dương trong các hoạt động chống tàu ngầm và thực hành, bảo vệ cho tàu sân bay hạng nhẹ Bataan đi đến vùng biển Caribe.
Doyle khởi hành từ Casco Bay, Maine vào ngày 18 tháng 4 năm 1944 và đi đến Plymouth, Anh Quốc mười ngày sau đó nhằm chuẩn bị cho cuộc Đổ bộ Normandy. Vào ngày 5 tháng 6, nó lên đường cùng với Chi hạm đội Quét mìn 31 để rà quét khu vực tấn công. Khi Chiến dịch Overlord thực tiến hành sáng ngày 6 tháng 6, nó đã bắn pháo hỗ trợ cho lực lượng đổ bộ, và đón lên tàu 37 người sống sót từ các tàu đổ bộ LCI 93 và 487. Nó tiếp tục hoạt động tuần tra cho đến khi quay trở về Plymouth vào ngày 15 tháng 7 cho một đợt đại tu ngắn.
Lên đường đi Oran vào ngày 1 tháng 8 năm 1944, Doyle khởi hành từ cảng này mười ngày sau đó để tham gia Chiến dịch Dragoon, cuộc đổ bộ của lực lượng Đồng Minh lên miền Nam nước Pháp. Nó hộ tống một đoàn tàu vận tải đi đến khu vực tấn công, tuần tra bảo vệ cho cuộc đổ bộ; rồi tiếp tục hỗ trợ cho chiến dịch khi hộ tống các đoàn tàu tăng viện từ Naples và tuần tra ngoài khơi Marseilles cho đến ngày 21 tháng 9, khi nó lên đường quay trở về Hoa Kỳ để đại tu, về đến New York vào ngày 3 tháng 10.
Doyle còn thực hiện thêm ba chuyến hộ tống vượt đại dương sang Bắc Phi từ ngày 3 tháng 1 đến ngày 10 tháng 6 năm 1945. Nó đi đến Norfolk vào ngày 20 tháng 6 để được cải biến thành một tàu quét mìn cao tốc, và được xếp lại lớp với ký hiệu lườn mới DMS-34 vào ngày 23 tháng 6. Sau đợt cải biến, nó khởi hành từ Norfolk vào ngày 27 tháng 8 để đi sang khu vực Thái Bình Dương, đi ngang qua San Diego, California, Trân Châu Cảng và Okinawa, đi đến Sasebo vào ngày 24 tháng 10. Chiếc tàu quét mìn đã phục vụ tại Viễn Đông trong nhiệm vụ chiếm đóng, đảm nhận vai trò soái hạm của Tư lệnh Lực lượng Quét mìn Thái Bình Dương tại Sasebo trong hầu hết lượt phục vụ, trước khi quay trở về San Francisco vào ngày 31 tháng 3 năm 1946. Nó hoạt động tại vùng bờ Tây và Tây Thái Bỉnh Dương từ ngày 18 tháng 8 năm 1947 đến ngày 19 tháng 4 năm 1948.

### Chiến tranh Triều Tiên
Vào ngày 30 tháng 6 năm 1950, năm ngày sau khi quân đội Bắc Triều Tiên vượt qua vĩ tuyến 38 mở đầu cuộc Chiến tranh Triều Tiên, Doyle rời San Diego hướng sang phía Tây để hỗ trợ các chiến dịch của Liên Hợp Quốc tại Triều Tiên. Nó hộ tống các tàu chở quân từ Sasebo đến các cảng Triều Tiên và bảo vệ cho các tàu sân bay trong các hoạt động không kích hỗ trợ binh lính trên bộ. Vào ngày 15 tháng 9, một kế hoạch đổ bộ bí mật của 800 binh lính Nam Triều Tiên để đánh phá các đường tiếp vận phía hậu phương đối phương bị thất bại khi tàu đổ bộ LST của họ bị mắc cạn. Doyle đã hộ tống bảo vệ và tiến hành việc giải cứu kéo dài hai ngày gần Changea Dong.
Sau một đợt đại tu ngắn tại Sasebo, Doyle lên đường vào ngày 29 tháng 9 để quét mìn tại bờ biển phía Đông Triều Tiên chuẩn bị cho cuộc đổ bộ tấn công gần Wonsan. Vào ngày 12 tháng 10, nó bắn phá đảo Rei To để hỗ trợ cho một đội phá hoại dưới nước (UDT) từ chiếc Diachenko, rồi được phân công quét mìn các lối tiếp cận cảng Wonsan nguy hiểm. Nó tiếp tục hoạt động tại khu vực Wonsan, cũng như quét mìn tại khu vực Hungnam; hoạt động như tàu hỗ trợ hỏa lực cho các cuộc đổ bộ tại Suwon Dan vào ngày 3 tháng 11; và chỉ đạo các hoạt động rà quét mìn của các tàu quét mìn Nhật Bản từ ngày 12 đến ngày 17 tháng 11, cho đến khi quay trở về Sasebo vào ngày 20 tháng 11.
Doyle tiếp tục hoạt động từ Sasebo đến các vùng biển Triều Tiên, càn quét một khu vực hỗ trợ hỏa lực đặc biệt để bảo vệ cho việc triệt thoái khẩn cấp khỏi Hungnam từ ngày 2 đến ngày 23 tháng 12. Nó quay trở về San Diego vào ngày 4 tháng 3 năm 1951, và sau khi được đại tu lại tiếp nối các hoạt động dọc theo vùng bờ Tây. Chiếc tàu quét mìn lại phục vụ cho các chiến dịch của Liên Hợp Quốc tại vùng biển Triều Tiên từ ngày 5 tháng 10 năm 1951 đến ngày 8 tháng 8 năm 1952. Nó quay trở lại khu vực Tây Thái Bình Dương từ ngày 2 tháng 2 đến ngày 21 tháng 7 năm 1953, viếng thăm Midway, Guam, Kwajalein và nhiều cảng Philippines, cũng như phục vụ như một tàu trạm tại Hong Kong trong năm tuần.
Doyle khởi hành từ Long Beach, đi đến Charleston, South Carolina vào ngày 7 tháng 9 năm 1953. Nó hoạt động dọc theo vùng bờ Đông và phục vụ cùng Đệ Lục hạm đội tại Địa Trung Hải từ ngày 5 tháng 1 đến ngày 27 tháng 5 năm 1954, trước khi được đưa về lực lượng dự bị, nhưng vẫn trong biên chế, vào tháng 10 năm 1954; nó được cho xuất biên chế vào ngày 19 tháng 5 năm 1955. Tên nó được cho rút khỏi danh sách Đăng bạ Hải quân vào ngày 1 tháng 12 năm 1970, và lườn tàu bị bán để tháo dỡ vào ngày 6 tháng 10 năm 1972.

## Phần thưởng
Doyle được tặng thưởng hai Ngôi sao Chiến trận do thành tích phục vụ trong Thế Chiến II; và thêm sáu Ngôi sao Chiến trận khác khi phục vụ trong cuộc Chiến tranh Triều Tiên.